# La Vallée-au-Blé
La Vallée-au-Blé és un municipi francès situat al departament de l'Aisne i a la regió dels Alts de França. L'any 2007 tenia 292 habitants.

## Demografia

### Població
El 2007 la població de fet de La Vallée-au-Blé era de 292 persones. Hi havia 106 famílies de les quals 20 eren unipersonals (12 homes vivint sols i 8 dones vivint soles), 35 parelles sense fills, 43 parelles amb fills i 8 famílies monoparentals amb fills.
La població ha evolucionat segons el següent gràfic:
Habitants censats

### Habitatges
El 2007 hi havia 121 habitatges, 109 eren l'habitatge principal de la família, 4 eren segones residències i 8 estaven desocupats. 117 eren cases i 3 eren apartaments. Dels 109 habitatges principals, 82 estaven ocupats pels seus propietaris, 24 estaven llogats i ocupats pels llogaters i 3 estaven cedits a títol gratuït; 2 tenien dues cambres, 14 en tenien tres, 32 en tenien quatre i 61 en tenien cinc o més. 64 habitatges disposaven pel capbaix d'una plaça de pàrquing. A 54 habitatges hi havia un automòbil i a 37 n'hi havia dos o més.

### Piràmide de població
La piràmide de població per edats i sexe el 2009 era:
| Homes | Edats   | Dones |
| ----- | ------- | ----- |
| 0     | 95 o +  | 0     |
| 0     | 90 a 94 | 12    |
| 0     | 85 a 89 | 12    |
| 0     | 80 a 84 | 8     |
| 0     | 75 a 79 | 8     |
| 4     | 70 a 74 | 4     |
| 24    | 65 a 69 | 0     |
| 16    | 60 a 64 | 20    |
| 8     | 55 a 59 | 8     |
| 4     | 50 a 54 | 12    |
| 16    | 45 a 49 | 8     |
| 0     | 40 a 44 | 8     |
| 16    | 35 a 39 | 8     |
| 12    | 30 a 34 | 12    |
| 16    | 25 a 29 | 0     |
| 8     | 20 a 24 | 8     |
| 16    | 15 a 19 | 20    |
| 4     | 10 a 14 | 12    |
| 8     | 5 a 9   | 4     |
| 4     | 0 a 4   | 4     |

## Economia
El 2007 la població en edat de treballar era de 188 persones, 128 eren actives i 60 eren inactives. De les 128 persones actives 105 estaven ocupades (66 homes i 39 dones) i 23 estaven aturades (12 homes i 11 dones). De les 60 persones inactives 18 estaven jubilades, 10 estaven estudiant i 32 estaven classificades com a «altres inactius».

### Ingressos
El 2009 a La Vallée-au-Blé hi havia 112 unitats fiscals que integraven 314,5 persones, la mediana anual d'ingressos fiscals per persona era de 12.941 €.

### Activitats econòmiques
Dels 8 establiments que hi havia el 2007, 1 era d'una empresa alimentària, 3 d'empreses de construcció, 1 d'una empresa de comerç i reparació d'automòbils, 1 d'una empresa de transport, 1 d'una empresa d'hostatgeria i restauració i 1 d'una entitat de l'administració pública.
Dels 3 establiments de servei als particulars que hi havia el 2009, 1 era un taller de reparació d'automòbils i de material agrícola i 2 lampisteries.
L'any 2000 a La Vallée-au-Blé hi havia 11 explotacions agrícoles que ocupaven un total de 630 hectàrees.

## Equipaments sanitaris i escolars
El 2009 hi havia una escola elemental integrada dins d'un grup escolar amb les comunes properes formant una escola dispersa.

## Poblacions més properes
El següent diagrama mostra les poblacions més properes.